# Герб Іршанська
Герб Іршанська — офіційний геральдичний символ смт Іршанськ Житомирської області, затверджений 18 травня 2011 рішенням Іршанської селищної ради VІ-го скликання.

## Опис герба
Малий герб являє собою геральдичний щит із заокругленою нижньою частиною (згідно рекомендації Українського Геральдичного Товариства), який накладено на декоративний бронзовий картуш, що увінчаний срібною мурованою короною. Міська корона над щитом, за правилами герботворення вказує на статус
населеного пункту. Корону срібного кольору «носять» герби селищ та молодих міст. Щит окантований та розділений на три частини золотою смугою: Верхня частина — червоного кольору: три чорні терикони на одному з яких два схрещені золоті гірськорудні молотки символізують основну галузь промисловості селища — гірничо-видобувну.
Великий герб — є відображенням гербу картуш якого перевитий жовто-синьо-жовтою стрічкою з золотим написом «ІРШАНСЬК».

## Символіка
Сонце, яке сходить — символ життєвої сили, добробуту, розквіту, щедрості та багатства краю. Ключ — означає мудрість, знання та багатства надр титаном і камінням.
Лапчастий хрест — символізує вічність життя та духовність нашого народу. Нижня частина розділена на ліву та праву: Ліва частина — зеленого кольору: золоті сосна та ялинка, символізують географічне розташування селища серед Поліських лісів. Права частина — синього кольору: золоті хвилі р. Ірша, символізують походження назви селища (тому герб є промовистим); та золоті цифри — 1960 — дата заснування селища. У центрі щита — схематична алмазна фреза, як символ каменеобробної галузі, другої за значенням промисловості селища.
Основні кольори герба — червоний, зелений, синій, золотий та срібний.
- Червоний колір є ознакою любові, мужності та великодушності.
- Зелений колір уособлює життя, молодість та багатство місцевих лісів.
- Синій колір є втіленням чесності, вірності, досконалості й духовності, а також символ чистого неба та води.
- Жовтий колір (золото) означає віру, справедливість, милосердя, цнотливість та багатство.
- Білий колір (срібло) є втіленням чистоти, справедливості, шляхетності.